# 约瑟夫·特伦克瓦尔德
约瑟夫·特伦克瓦尔德（波蘭語：Józef Trenkwald，1897年8月14日—1956年11月19日），波兰男子马术运动员。他曾代表波兰参加1928年夏季奥林匹克运动会马术比赛，获得团体三项赛铜牌。